# 土屋耕一
土屋 耕一（つちや こういち、1930年5月11日 - 2009年3月27日）は、日本のコピーライター、回文作家、随筆家。

## 生涯
東京府東京市麻布区（当時）の麻布十番で写真館を経営する父と、小唄の師匠をしていた母との間に生まれる。
戦時中、千葉県へと疎開し、そこで終戦を迎えるも、19歳の時に原因不明の病にかかり、5年近い闘病生活を送らざるを得なくなる。そのため通学していた東京都立九段高等学校を中退（正確には、戦後の混乱期により除籍）することとなる。
23歳の時に、知り合いからTBSラジオのモニター募集に採用され、朝日新聞に匿名で批評を書くなどの仕事を経て、ラジオの企画立案者募集（実際には、ラジオの企画立案の方はすでに採用者が決まっていたらしく、残っていたのは広告文案家の求人のみだったという）の広告を見て、応募。のちに資生堂の宣伝文化部を紹介され、1956年に嘱託社員として入社。デザイナーならびにイラストレーターをしていた山名文夫・水野卓史などのデザイナーのもとで、コピーライターとしての研鑽を積んでゆく。
資生堂を経て、1960年に日本初の広告制作プロダクションとして設立されたライトパブリシティへ入社、当時の主要アートディレクターならびにデザイナーとして知られる大橋正や和田誠、向秀男らと組んで、明治製菓やキッコーマン、伊勢丹、東レ、紳士服メーカーエドワーズなどの企業広告のコピーを書いてゆく。
1976年にライトパブリシティを退社後は、フリーに転じ「土屋耕一の仕事場」を開いた後も、コピーライターとして活躍し続け、その間に回文集「軽い機敏な子猫何匹いるか」（誠文堂新光社）や「さも虎毛の三毛 住まいの愉快学」（住まいの図書館）などの著作を発表した。また長年に渡り、伊藤園から発売されている「おーいお茶」のパッケージに記載されている季節の川柳選者としても、その名を知られた。
2009年3月27日、肝細胞がんにより逝去。78歳没。

## 人物
話し言葉の持つ特性を生かし、その時々の空気を反映した軽妙かつ洒脱な文章を書くことで知られた。元々母親が小唄の師匠だったことや、幼少期から寄席などに通うなどしていたこともあり、特に回文はその卓越したセンスを1980年代に新聞で掲載された紀文や明治製菓などの3ベタ広告などで披露していたことで知られる。のちに前出で後年の伊藤園の「おーいお茶」の川柳選者を長年に渡ってつとめていたのは、こうした影響によるものと言えよう。
コピーについては、句読点の使い方にこだわりを持っていたことで知られ、余程のことがない限り、感嘆符・疑問符の使用が殆ど無かったことでもその名を知られた。また文字面を視覚的にイメージさせるという思考の持ち主でもあった。これは土屋が最初に入社した資生堂宣伝文化部では、山名文夫・水野卓史らのデザイナーが広告制作の主導権を握っていたことで、土屋がコピーを考え出す前に、山名らが広告のラフを創り上げ、空いた場所に「句読点含めて何文字以内におさめるようにキャッチフレーズを作成せよ」というデザイン先導の広告クリエイティヴで培ったセンスによるものである。

## その他
独特の感覚的なキャンペーンで知名度を高めるという倉橋一郎の方針は、伊坂芳太良というキャスティングを得て着実に、というより破竹の勢いで成果を生んでいった。銀座四丁目の三愛の丸いビルに、まずファッショナブルなショー・ルームを作ることとなり、その限りでは土屋耕一のアイデアが中心となっていた。だが、デザイナーとしてアート・ディレクションやレイアウトを担当していた芳太良が、絵を描くという提案を行い、またクライアントの倉橋が、それでは絵に専念してみてはと同意する、この二者の出会いは実に興味深いものがある。時代を見る目を両者が持ち、また物創りの衝動を共にしていた。
1979年の元旦にのみテレビ放映された、当時15歳の薬師丸ひろ子が地方に住む女子学生の役で出演し、実相寺昭雄が監督を担当した資生堂口紅のCMの中で、町中の資生堂化粧品の販売店の店頭に、資生堂インウイのポスターが映ると共に、土屋が書いたコピー「美しく立っていることができますか」が登場する。インウイは当時まだCMがつくられる程の知名度にはなかったが、このCM放映後、知名度の上昇でCMが放映されるようになった、という経緯がある。

## 著書
- 軽い機敏な仔猫何匹いるか 土屋耕一回文集 誠文堂新光社, 1972（のち、角川文庫）
- 土屋耕一のガラクタ箱 誠文堂新光社, 1975
- 土屋耕一の一口駄菓子 誠文堂新光社, 1981.3
- コピーライターの発想 講談社, 1984.3
- さも虎毛の三毛 住まいの愉快学 住まいの図書館出版局, 1987.12
- 十七文字のチカラコブ 伊藤園編 土屋耕一選 マガジンハウス, 1996.11
- 臨月の桃 句集 光村印刷, 1996.5
- 土屋耕一のことばの遊び場。著土屋耕一 編和田誠/糸井重里, 2012.5

## 有名なキャッチコピー
- …かるく・あかるく・あるく・はる（伊勢丹）
- キナリ 好きなり 春となり（同上）
- こんにちは土曜日くん。（同上）※成田賢がCMソングを歌唱。
- 土曜日には汗をながそう。（同上）※小坂忠がCMソングを歌唱。
- なぜ年齢を聞くの（同上）※吉田美奈子がCMソングを歌唱。
- テレビを消した一週間。（同上）
- 戻っておいで・私の時間（同上）※この曲は竹内まりやのデビュー曲のタイトルにもなっている。
- あ、風がかわったみたい（同上）
- 肩のチカラを抜くと、夏（同上）
- ああ、スポーツの空気だ。（同上）
- 太るのもいいかなぁ、夏は。（同上）
- 女の記録は、やがて、男を抜くかもしれない。（同上）
- おれ、ゴリラ。おれ、景品。（明治製菓）
- サクセス、サクセス、（資生堂・アクエア）※宇崎竜童率いるダウン・タウン・ブギウギ・バンドの曲のタイトルに起用され、ヒットしている。
- 微笑の法則（資生堂・ベネフィーク<グレイシィ>）※柳ジョージ&レイニーウッドの曲のタイトルにも起用され、ヒットしている。
- 君のひとみは10000ボルト（同上）※堀内孝雄の曲のタイトルにも起用され、ヒットした。
- A面で恋をして（資生堂・サイモンピュア）※大瀧詠一の曲のタイトルにも起用され、同じくヒットしている。
- ピーチパイ（資生堂・ベネフィーク）※資生堂のキャンペーンソングになった、竹内まりやの｢不思議なピーチパイ」のタイトルに起用され、ヒットしている。
- 天使予報（資生堂・ルア）
- 香りは、女の、キャッチフレーズ（資生堂・インウイ）
- スリムになることで、成功したケースです。（同上）
- 引力の法則についての、ご説明を終わります。（同上）
- 見つめられることに、もう慣れてください。（同上）
- ドアを開けておくには、危険な香りだと思います。（同上）
- 美しさは、それだけで一つのセンセーションだ。（同上）
- 盗んでも罪に問われないのは、男性のハートです。（同上）
- 胸につけた香りが、あなたへのお返事です。（同上）
- 君の、まばたきの数で、夜の長さを計りたい。（同上）
- 彼女が美しいのではない。彼女の生き方が美しいのだ。（同上）
- カガミの隅まで、染めてしまいそう。(同上）
- 一歩、前へ出る美しさ（同上）
- 都市は、香りに渇いています。（同上）
- 女性の美しさは、都市の一部分です。（同上）

他多数。

## アート・ディレクション
- 中国伝統家具展新聞広告（1964／伊勢丹百貨店／デザイナー：柳町恒彦、フォトグラファー：篠山紀信）
- ニーニー ※ミニドレス（1965／東洋レーヨン株式会社／デザイナー：深野匡）
- オプティカル ※オプアートのパターンをプリントした布地（1965／東洋レーヨン株式会社／デザイナー：深野匡）
- tapilon ※化学繊維名（1965／東洋レーヨン株式会社／デザイナー：深野匡）
- 三愛ビルにてエドワーズのショールーム（1966／株式会社エドワーズ／デザイナー：伊坂芳太良）
- ドルフィン ※スノーウェア（1966／東洋レーヨン株式会社／デザイナー：深野匡）
- メキシコオリンピックキャンペーン（1966／東洋レーヨン株式会社／デザイナー：深野匡）
- Hisofy ※柔らかな伸縮性のある布地（1966／東洋レーヨン株式会社／デザイナー：深野匡）
- fit&soft ※伸縮性のある織物群の総合キャンペーンテーマ（1967／東洋レーヨン株式会社／デザイナー：深野匡）
- PAREL ※制電性のある糸（1967／東洋レーヨン株式会社／デザイナー：深野匡）
- メタルック／METALOOK ※金属的な光沢をもった布地（東洋レーヨン株式会社／デザイナー：深野匡）
- マリーム／marim ※インスタントクリーミングパウダー（1969／ゼネラル・フーズ／デザイナー：深野匡）